# Colasposoma
Colasposoma is een geslacht van kevers uit de familie bladkevers (Chrysomelidae).
De wetenschappelijke naam van het geslacht werd in 1833 gepubliceerd door Francis de Laporte de Castelnau.

## Soorten
- Colasposoma apicipenne Tan, 1983
- Colasposoma confusa Tan & Wang, 1981
- Colasposoma vicinale Tan, 1983